# Pessac-sur-Dordogne
Pessac-sur-Dordogne is een gemeente in het Franse departement Gironde (regio Nouvelle-Aquitaine) en telt 463 inwoners (1999). De plaats maakt deel uit van het arrondissement Libourne.

## Geografie
De oppervlakte van Pessac-sur-Dordogne bedraagt 7,7 km², de bevolkingsdichtheid is 60,1 inwoners per km².
De onderstaande kaart toont de ligging van Pessac-sur-Dordogne met de belangrijkste infrastructuur en aangrenzende gemeenten.

## Demografie
Onderstaande figuur toont het verloop van het inwonertal (bron: INSEE-tellingen).